# Зеліг Бродецький
Зеліг Бродецький (англ. Selig Brodetsky; 10 лютого 1888, Ольвіополь, Херсонська губернія — 18 травня 1954, Лондон) — британський математик, професор, сіоністський діяч Великої Британії.

## Біографія

### Дитячі роки
Народився в місті Ольвіополь Єлизаветградського повіту Херсонської губернії (тепер — місто Первомайськ Миколаївської області) в багатодітній єврейській родині. Зеліг був другим за віком з тринадцяти дітей свого батька Аківа Бродецького та матері Адель Пробер. В 1893 році родина переїхала до Великої Британії, в Лондон.

### Навчання
З 1894 року навчався в єврейській школі в Кентон, на півночі Лондона.
В 1905 році отримав стипендію на навчання і вступив до Trinity College Кембриджського університету, де вивчав математику. В 1910 році отримав стипендію Ісаака Ньютона і мав змогу продовжити навчання в університеті Лейпцига (Німеччина). В 1913 році захистив дисертацію з гравітації і отримав ступінь доктора в Лейпцизькому університеті.

### Викладацька діяльність
У 1914–1919 рр.. читає лекції з прикладної математики у Бристольському університеті, а з початком Першої Світової війни надає консультації з виготовлення оптичного обладнання (перископів для підводних човнів).
В 1920 році З.Бродецький отримує посаду викладача в Лідському університеті, а в 1924 році призначений завідувачем кафедрою прикладної математики цього ж університету, де пропрацював до 1948 року.
Основними напрямками наукової діяльності Бродецького були аеродинаміка та механіка рідин. В 1938 році на 5-му Міжнародному конгресі з прикладної математики, що проходив в Кембриджі, Массачусетс, США Бродецький виступив з доповіддю про урівняння руху літака.
В 1948 році, залишивши Лідський університет, виїхав до Єрусалиму, де був призначений президентом Єврейського університету у Єрусалимі і головою виконавчої ради університету (1949–1951).
Член виконкому Всесвітньої сіоністської організації та Єврейського агентства в Палестині. Почесний президент Сіоністської федерації Великої Британії та Північної Ірландії. Почесний президент Всесвітнього союзу Маккабі. Президент Ради британських євреїв. Член Королівського астрономічного товариства та британського Інституту фізиків (Фізичного товариства).

### Останні роки життя
В 1951 році в зв'язку з перенесеним інфарктом подав у відставку з посади президента Єврейського університету у Єрусалимі і повернувся в Англію. Останні роки прожив в своєму будинку в Cromwell Road, Лондон. Помер 18 травня 1954 року. Похований на єврейському цвинтарі в Willesden, Лондон.

## Основні роботи
- Початковий курс номографії (1920).
- Механічні принципи літака (1921).